# Wall of Death (singolo)
Wall of Death è un singolo del gruppo musicale britannico The Prodigy, pubblicato il 17 marzo 2015 come quarto estratto dal sesto album in studio The Day Is My Enemy.

## Tracce
1. Wall of Death – 4:12

## Formazione
Gruppo
- Liam Howlett – sintetizzatore, programmazione
- Maxim – voce
- Keef Flint – voce

Produzione
- Liam Howlett – produzione, missaggio
- Neil McLellan – produzione, missaggio
- John Davis – mastering